# Koritno, Oplotnica
Koritno este o localitate din comuna Oplotnica, Slovenia, cu o populație de 192 de locuitori.